# Pseudohadena pugnax
Pseudohadena pugnax là một loài bướm đêm trong họ Noctuidae.